# Hoa hậu Thế giới 1976

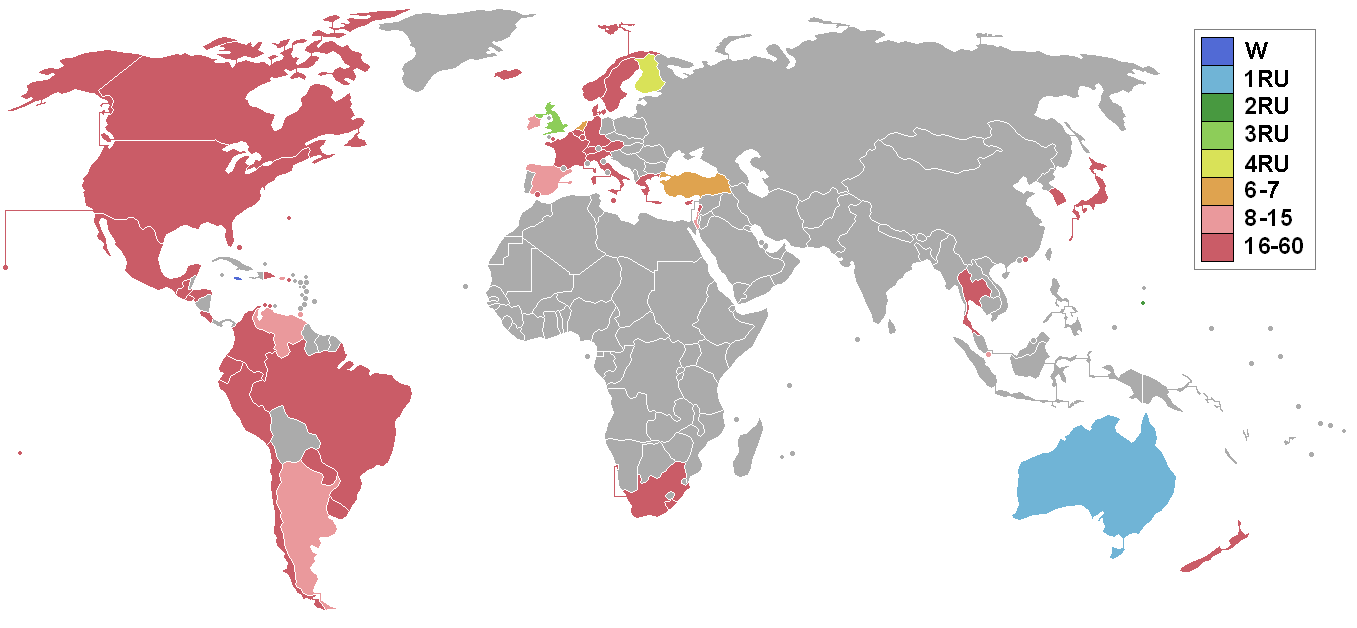
Các quốc gia và vùng lãnh thổ tham dự cuộc thi và kết quả.

Hoa hậu Thế giới 1976 là cuộc thi Hoa hậu Thế giới lần thứ 26 trong lịch sử, được tổ chức vào ngày 18 tháng 11 năm 1976 tại Luân Đôn, Vương quốc Anh. Người chiến thắng là Cindy Breakspeare đến từ Jamaica.

## Kết quả

### Thứ hạng
| Kết quả               | Thí sinh |
| --------------------- | --- |
| Hoa hậu Thế giới 1976 | - Jamaica – Cindy Breakspeare |
| Á hậu 1               | - Úc – Karen Pini |
| Á hậu 2               | - Guam – Diana Marie Roberts Duenas |
| Á hậu 3               | - Vương quốc Anh – Carol Jean Grant |
| Á hậu 4               | - Phần Lan – Merja Helena Tammih |
| Top 7                 | - Hà Lan – Stephanie Flatow - Thổ Nhĩ Kỳ – Jale Bayhan |
| Top 15                | - Argentina – Adriana Laura Salguiero - Ireland – Jakki Moore - Israel – Levana Abarbanel - Puerto Rico – Ivette Rosado - Singapore – Pauline Poh Neo Cheong - Tây Ban Nha – Luz María Polegre Hernández - Trinidad và Tobago – Patricia Anderson Leon - Venezuela – María Genoveva Rivero Giménez |

## Giải thưởng đặc biệt
| Giải thưởng     | Thí sinh                                                    |
| --------------- | ----------------------------------------------------------- |
| Hoa hậu Cá tính | - Nam Phi – Veronica Rozette Kuki Mutsepe (Thí sinh da đen) |
| Hoa hậu Ảnh     | - Ireland – Jakki Moore                                     |

## Thí sinh
| - Nam Phi - Veronica Rozette Kuki Mutsepe (Thí sinh da đen) - Argentina - Adriana Laura Salguiero - Aruba - Maureen Wever - Úc - Karen Jo Pini - Áo - Monika Mühlbauer - Bahamas - Mazorian (Zoie) Larona Miller - Bỉ - Yvette Aelbrecht - Bermuda - Vivienne Ann Hollis - Brazil - Adelaida Fraga de Oliveira Filha - Canada - Pamela Mercer - Chile - Maria Cristina Granzow - Colombia - Maria Loretta Celedon Holguin - Costa Rica - Ligia Maria Ramos Quesads - Curaçao - Viveca Francisca Marchena - Síp - Andri Tsangaridou - Đan Mạch - Susanne Juul Hansen - Cộng hòa Dominica - Jenny Corporan Viñas - Ecuador - Marie Clare Fontaine Velasco - El Salvador - Soraya Camondari Zanotti - Phần Lan - Merja Helena Tammi - Pháp - Monique Uldaric - Đức - Monika Schneeweiss - Gibraltar - Rosemarie Parody - Hy Lạp - Rania Theofilou - Guam - Diana Marie Roberts Duenas - Guatemala - Marta Elisa Tirado Richardson - Hà Lan - Stephanie Flatow - Honduras - Maribel Ileana Ayala Ramirez - Hồng Kông - Lương Tĩnh Văn - Iceland - Sigridur Helga Olgeirsdóttir | - Ireland - Jakki Moore - Israel - Levana Abarbanel - Ý - Antonella Lombrosi - Jamaica - Cynthia Jane (Cindy) Breakspeare - Nhật Bản - Noriko Asakuno - Jersey - Susan Hughes - Hàn Quốc - Shin Byoung-sook - Liban - Souad Nakhoul - Luxembourg - Monique Wilmes - Malta - Jane Benedicta Saliba - México - Carla Jean Evert Seguera - New Zealand - Anne Clifford - Na Uy - Nina Kristine Ronneberg - Paraguay - Maria Cristina Fernández Samaniego - Peru - Rocio Rita Lazcáno Mujica - Puerto Rico - Ivette Rosado - Singapore - Pauline Poh Neo Cheong - Nam Phi - Lynn Massyn (Thí sinh da trắng) - Tây Ban Nha - Luz Maria Polegre Hernández - Thụy Điển - Ann Christin Gernandt - Thụy Sĩ - Ruth Crottet - Tahiti - Patricia Mareva Servonnat - Thái Lan - Duangcheewan Komolsen - Trinidad và Tobago - Patricia Anderson Leon - Thổ Nhĩ Kỳ - Jale Bayhan - Vương quốc Anh - Carol Jean Grant - Hoa Kỳ - Kimberly Marre Foley - Uruguay - Sara Alaga Valega - Venezuela - Maria Genoveva Rivero Gimenez - Quần đảo Virgin (Mỹ) - Denise La Franque |

## Chú ý

### Lần đầu tham gia
- Guatemala
- Quần đảo Virgin (Mỹ)

### Trở lại
| - Lần cuối tham gia vào năm 1965: - Tahiti - Lần cuối tham gia vào năm 1969: - Chile | - Lần cuối tham gia vào năm 1972: - Paraguay - Lần cuối tham gia vào năm 1973: - Síp | - Lần cuối tham gia vào năm 1974: - Ecuador - Jamaica - Tây Ban Nha |

### Các quốc gia tẩy chay vì phản đối chính sách phân biệt chủng tộc tại Nam Phi khi quốc gia này cử một thí sinh da đen và một thí sinh da trắng đến cuộc thi
- Ấn Độ – Naina Sudhir Balsavar
- Liberia – Lorraine Wede Johnson
- Malaysia – Che Puteh Che Naziauddin
- Mauritius – Anne-Lise Lasur
- Philippines – Joy Conde
- Seychelles – Lynn Elisea Gobine
- Sri Lanka – Tamara Ingrid Subramanian
- Swaziland – Zanella Tutu Tshabalala
- Nam Tư – Slavica Stefanović

### Không tham gia
- Rhodesia – Jane Bird đã bay đến Luân Đôn để tham dự Hoa hậu Thế giới. Tuy nhiên, tổ chức này đã không cho phép cô thi đấu do tình hình chính trị hiện tại của Rhodesia[3][4].